# Last Fantasy (album)
Albums de IU
Real
(2010) I U
(2011)
Singles
1. You and I
Sortie : 28 novembre 2011

Last Fantasy est le deuxième album studio coréen de l'auteure-compositeur-interprète et actrice sud-coréenne IU. Il est sorti le 29 novembre 2011 sous LOEN Entertainment. L'album contient un total de treize morceaux, dont le single principal "You and I".
Dès sa sortie, Last Fantasy est un énorme succès commercial, se vendant à presque 7 millions d'exemplaires digitaux dès sa première semaine. Le nombre total de ventes digitales a dépassé les 10 millions la semaine d'après. Durant ce temps, l'album physique s'est vendu à plus de 117 000 exemplaires, devenant le 15e album coréen le plus vendu en 2011.
Le single principal, "You and I", a débuté au sommet du Gaon Singles Chart, avec 1 129 761 unités digitales vendues en une semaine. La chanson est restée au sommet pendant encore deux semaines. Elle a aussi occupé la meilleure place du Billboard Korea K-Pop Hot 100 pendant cinq semaines consécutives; IU est donc devenue l'artiste qui est restée le plus longtemps à la tête du Korea K-Pop Hot 100,. Le record a ensuite été détenu par "Gangnam Style" de Psy puis par "Return" de Lee Seung-gi,.

## Contexte
Last Fantasy reflète la période où IU a dit adieu à son enfance et où elle se prépare à être mature. Dans cet album, IU a collaboré avec des auteurs-interprètes tels que Yoon Sang, Kim Kwang-jin, Lee Juck, Kim Hyeon-cheol et Ra.D.
Certaines chansons ont été composées et écrites par IU elle-même, avec l'aide d'autres artistes comme Lee Juck, Kim Hyeon-cheol, Yoon Sang, Yoon Jong-shin, G. Gorilla et Corinne Bailey Rae. Son agence, LOEN Entertainment, a déclaré: "L'album a été travaillé pendant longtemps, et son contenu exclusif comprend une édition limitée spéciale qui permettra aux fans de mieux comprendre son processus de production. C'est un cadeau spécial de la part d'IU pour ses fans qui ont attendu longtemps".
Le 3 décembre 2011, elle commence sa première semaine de promotion avec l'émission The Music Trend sur SBS. IU y a interprété "A Child Searching for Stars" (en coréen : 별을 찾는 아이) et le single principal "You and I" (en coréen : 너랑 나). Les deux chansons montrent son charme juvénile et sa musicalité douce, qui se sont accrus durant sa pause.

## Vidéoclips
Le 28 novembre 2011, le vidéoclip de "You and I" paraît sur la chaîne YouTube officielle de LOEN Entertainment un jour avant la sortie de l'album en magasin. Le vidéoclip (dans lequel joue l'acteur Lee Hyun-woo) fait ressortir des éléments de fantasy et les lie avec la narration.
Le 9 février 2012, son agence met en ligne le vidéoclip de la chanson "Last Fantasy" sur sa chaîne YouTube officielle. La vidéo contient des extraits du premier showcase japonais de la chanteuse, "IU JAPAN PREMIUM SPECIAL LIVE", qui avait eu lieu au Bunkamura Orchard Hall le 24 janvier. Le clip est un cadeau spécial pour ses fans, car la vidéo révèle non seulement des extraits du showcase, mais montre aussi des plans où l'on voit IU faire sa promotion et des activités dans plusieurs villes japonaises.

## Liste des pistes
※ Les pistes en gras indiquent les singles de l'album.
| CD/Téléchargement | CD/Téléchargement                                                                                   | CD/Téléchargement   | CD/Téléchargement           | CD/Téléchargement | CD/Téléchargement | CD/Téléchargement | CD/Téléchargement | CD/Téléchargement | CD/Téléchargement |
| No                | Titre                                                                                               | Paroles             | Musique                     | Durée             |                   |                   |                   |                   |                   |
| ----------------- | --------------------------------------------------------------------------------------------------- | ------------------- | --------------------------- | ----------------- | ----------------- | ----------------- | ----------------- | ----------------- | ----------------- |
| 1.                | Secret (비밀; Bimil)                                                                                | Kim Eana            | Jeong Seok-won              | 4:04              |                   |                   |                   |                   |                   |
| 2.                | Sleeping Prince of the Woods (잠자는 숲 속의 왕자; Jamjaneun Sup Sogui Wangja, featuring Yoon Sang) | Bak Chang-hak       | Yoon Sang                   | 3:34              |                   |                   |                   |                   |                   |
| 3.                | A Child Searching for Stars (별을 찾는 아이; Byeoreul Chatneun Ai, featuring Kim Kwang-jin)         | Heo Seung-kyeong    | Kim Kwang-jin               | 3:58              |                   |                   |                   |                   |                   |
| 4.                | You and I (너랑 나; Neorang Na)                                                                     | Kim Eana            | Lee Min-soo                 | 3:59              |                   |                   |                   |                   |                   |
| 5.                | Wallpaper Patterns (벽지무늬; Byeokjimunui)                                                         | Yoon Jong-shin      | Yoon Jong-shin, Lee Geun-ho | 3:40              |                   |                   |                   |                   |                   |
| 6.                | Uncle (삼촌; Samchon, featuring Lee Juck)                                                           | IU, Lee Juck        | Lee Juck                    | 3:24              |                   |                   |                   |                   |                   |
| 7.                | Wisdom Tooth (사랑니; Sarangni)                                                                     | G. Gorilla, IU      | G. Gorilla                  | 3:33              |                   |                   |                   |                   |                   |
| 8.                | Everything's Alright (featuring Kim Hyeon-cheol)                                                    | Kim Hyeon-cheol, IU | Kim Hyeon-cheol             | 3:33              |                   |                   |                   |                   |                   |
| 9.                | Last Fantasy                                                                                        | Kim Eana            | Kim Hyeong-seok             | 6:07              |                   |                   |                   |                   |                   |
| 10.               | Teacher (featuring Ra.D)                                                                            | IU, Ra.D            | Ra.D                        | 4:01              |                   |                   |                   |                   |                   |
| 11.               | A Stray Puppy (길 잃은 강아지; Gil Ireun Gang-aji)                                                  | IU                  | IU                          | 3:14              |                   |                   |                   |                   |                   |
| 12.               | 4AM                                                                                                 | IU                  | Corinne Bailey Rae          | 3:02              |                   |                   |                   |                   |                   |
| 13.               | L'amant (라망; Ramang)                                                                              | Jung Jae-hyung      | Jung Jae-hyung              | 5:52              |                   |                   |                   |                   |                   |
| 52:01             | |                     |                             |                   |                   |                   |                   |                   |                   |

Notes
- La piste 2 est une reprise de la chanson du même nom, qui a originellement été interprétée par le duo sud-coréen Halo, et est issu de leur premier et unique album studio paru en 1997[14].

## Classements
| Classement (2011)   | Meilleure position |
| ------------------- | ------------------ |
| Corée du Sud (Gaon) | 1                  |

| Classement (2011)   | Meilleure position |
| ------------------- | ------------------ |
| Corée du Sud (Gaon) | 3                  |

| Classement (2011)   | Meilleure position |
| ------------------- | ------------------ |
| Corée du Sud (Gaon) | 15                 |

## Récompenses et nominations

### Cérémonies annuelles
| Année | Cérémonie                       | Catégorie                           | Travail nommé | Résultat   |
| ----- | ------------------------------- | ----------------------------------- | ------------- | ---------- |
| 2011  | 1er Gaon Chart K-Pop Awards     | Chanson de l'année - décembre       | "You and I"   | Lauréat    |
| 2011  | 6e Cyworld Digital Music Awards | Chanson du mois - décembre          | "You and I"   | Lauréat    |
| 2012  | 21e Seoul Music Awards          | Prix Bonsang                        | IU            | Lauréat    |
| 2012  | 21e Seoul Music Awards          | Disque de l'année                   | Last Fantasy  | Lauréat    |
| 2012  | 9e Korean Music Awards          | Meilleur album pop                  | Last Fantasy  | Nomination |
| 2012  | 4e MelOn Music Awards           | Artiste de l'année                  | IU            | Nomination |
| 2012  | 4e MelOn Music Awards           | Album de l'année                    | Last Fantasy  | Nomination |
| 2012  | 4e MelOn Music Awards           | Chanson de l'année                  | "You and I"   | Nomination |
| 2012  | 4e MelOn Music Awards           | Prix de Popularité Netizen          | "You and I"   | Nomination |
| 2012  | 4e MelOn Music Awards           | Top 10 Artistes                     | IU            | Lauréat    |
| 2012  | 14e Mnet Asian Music Awards     | Artiste de l'année                  | IU            | Nomination |
| 2012  | 14e Mnet Asian Music Awards     | Chanson de l'année                  | "You and I"   | Nomination |
| 2012  | 14e Mnet Asian Music Awards     | Meilleure artiste féminine          | IU            | Lauréat    |
| 2012  | 14e Mnet Asian Music Awards     | Meilleure performance vocale - solo | "You and I"   | Nomination |

### Émissions musicales
| Chanson     | Programme             | Date             |
| ----------- | --------------------- | ---------------- |
| "You and I" | Music Bank (KBS)      | 9 décembre 2011  |
| "You and I" | Music Bank (KBS)      | 16 décembre 2011 |
| "You and I" | Music Bank (KBS)      | 23 décembre 2011 |
| "You and I" | Music Bank (KBS)      | 30 décembre 2011 |
| "You and I" | Music Bank (KBS)      | 6 janvier 2012   |
| "You and I" | Music Bank (KBS)      | 13 janvier 2012  |
| "You and I" | The Music Trend (SBS) | 18 décembre 2011 |
| "You and I" | The Music Trend (SBS) | 25 décembre 2011 |
| "You and I" | The Music Trend (SBS) | 1er janvier 2012 |
| "You and I" | Music on Top (JTBC)   | 12 janvier 2012  |

## Historique de sortie
| Région       | Date              | Format         | Édition          | Label              |
| ------------ | ----------------- | -------------- | ---------------- | ------------------ |
| Corée du Sud | 29 novembre 2011  | Téléchargement | Édition standard | LOEN Entertainment |
| Corée du Sud | 30 novembre 2011  | CD             | Édition standard | LOEN Entertainment |
| Corée du Sud | 1er décembre 2011 | CD             | Édition limitée  | LOEN Entertainment |
| Mondial      | 29 novembre 2011  | Téléchargement |                  | LOEN Entertainment |
| Japon        | 30 novembre 2011  | Téléchargement |                  | EMI Music Japan    |